# هاري كارول
هاري كارول (بالإنجليزية: Harry Carroll)‏ هو كاتب أغاني وملحن أمريكي، ولد في 28 نوفمبر 1892 في اتلانتيك سيتي في الولايات المتحدة، وتوفي في 26 ديسمبر 1962 في ماونت كارمل في الولايات المتحدة.

## وصلات خارجية
- هاري كارول على موقع IMDb (الإنجليزية)
- هاري كارول على موقع ميوزك برينز (الإنجليزية)
- هاري كارول على موقع قاعدة بيانات برودواي على الإنترنت (الإنجليزية)
- هاري كارول على موقع قاعدة بيانات برودواي على الإنترنت (الإنجليزية)
- هاري كارول على موقع ديسكوغز (الإنجليزية)